# ژوزف نلیس
ژوزف نلیس (فرانسوی: Joseph Nelis‎; ۱ آوریل ۱۹۱۷ – ۱۲ آوریل ۱۹۹۴) بازیکن فوتبال اهل بلژیک بود.
از باشگاه‌هایی که در آن بازی کرده‌است می‌توان به باشگاه فوتبال یونیون سنت ژیل اشاره کرد.
وی همچنین در تیم ملی فوتبال بلژیک بازی کرده‌است.